# Musée Panorama 1453

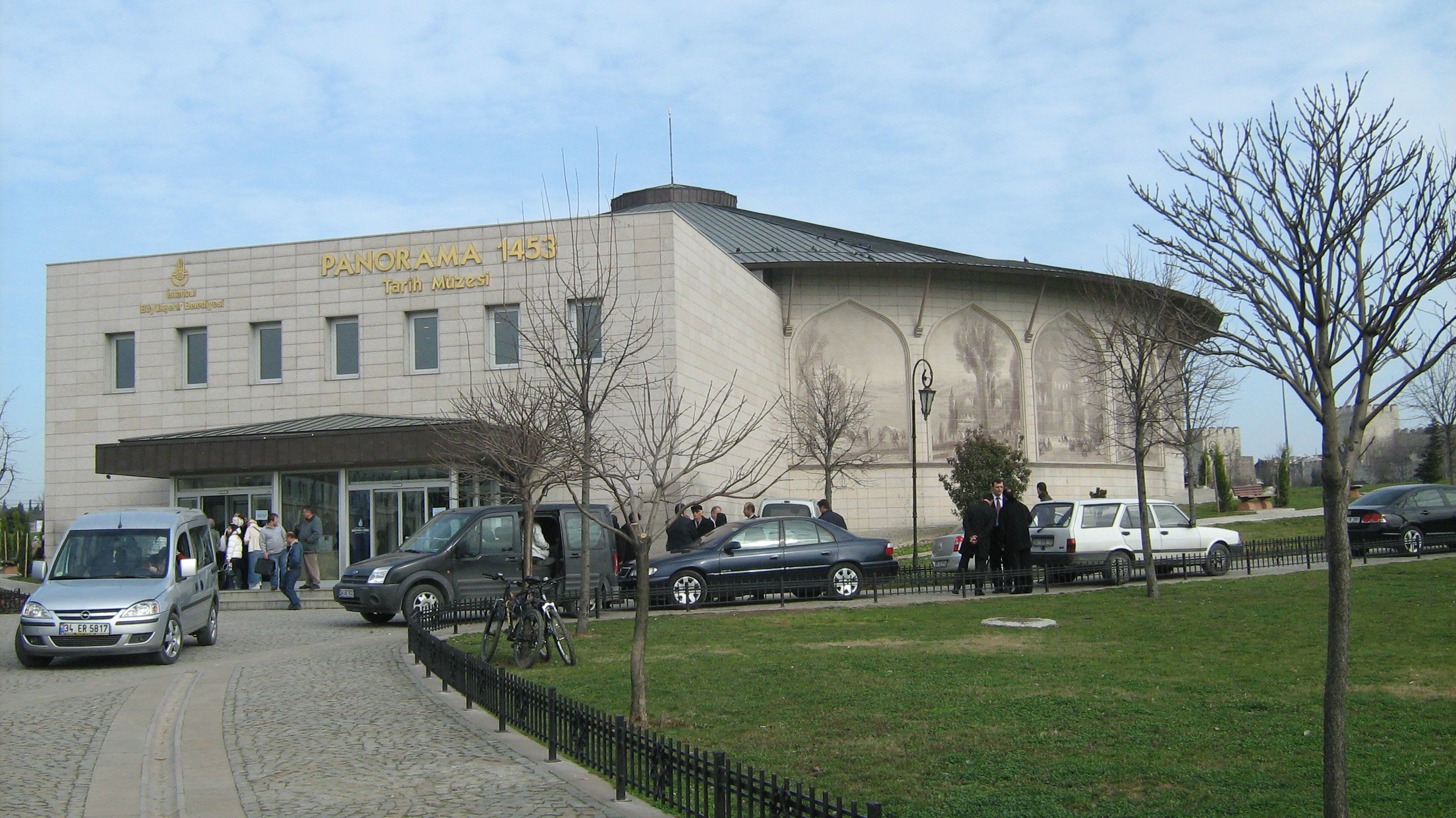
Le musée.

Le musée Panorama 1453 est un musée d'histoire situé à Istanbul.
Il abrite un panorama illustrant la chute de Constantinople et sa prise par les Ottomans en 1453.
Le musée a été inauguré le 31 janvier 2009.

## Galerie

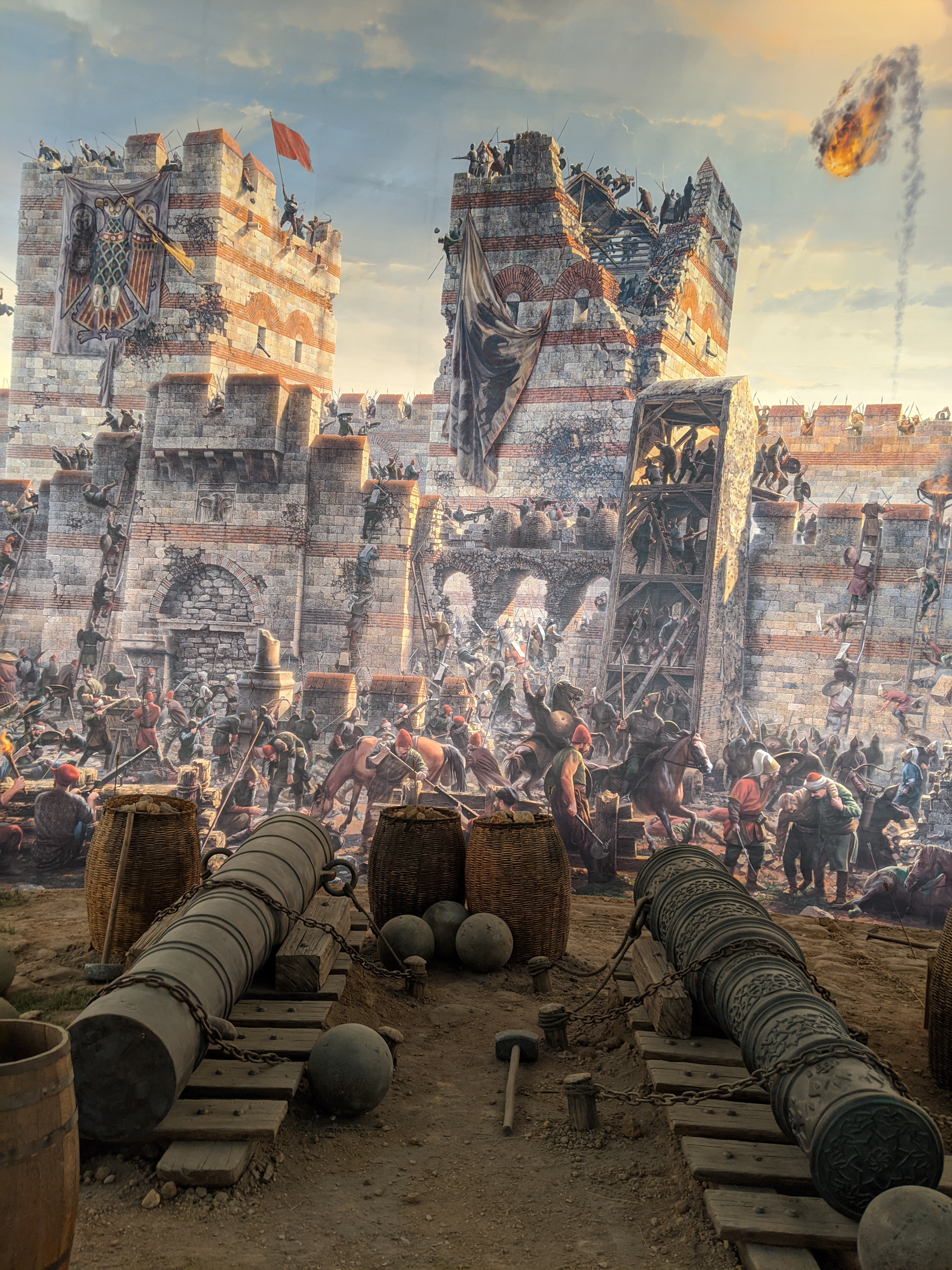
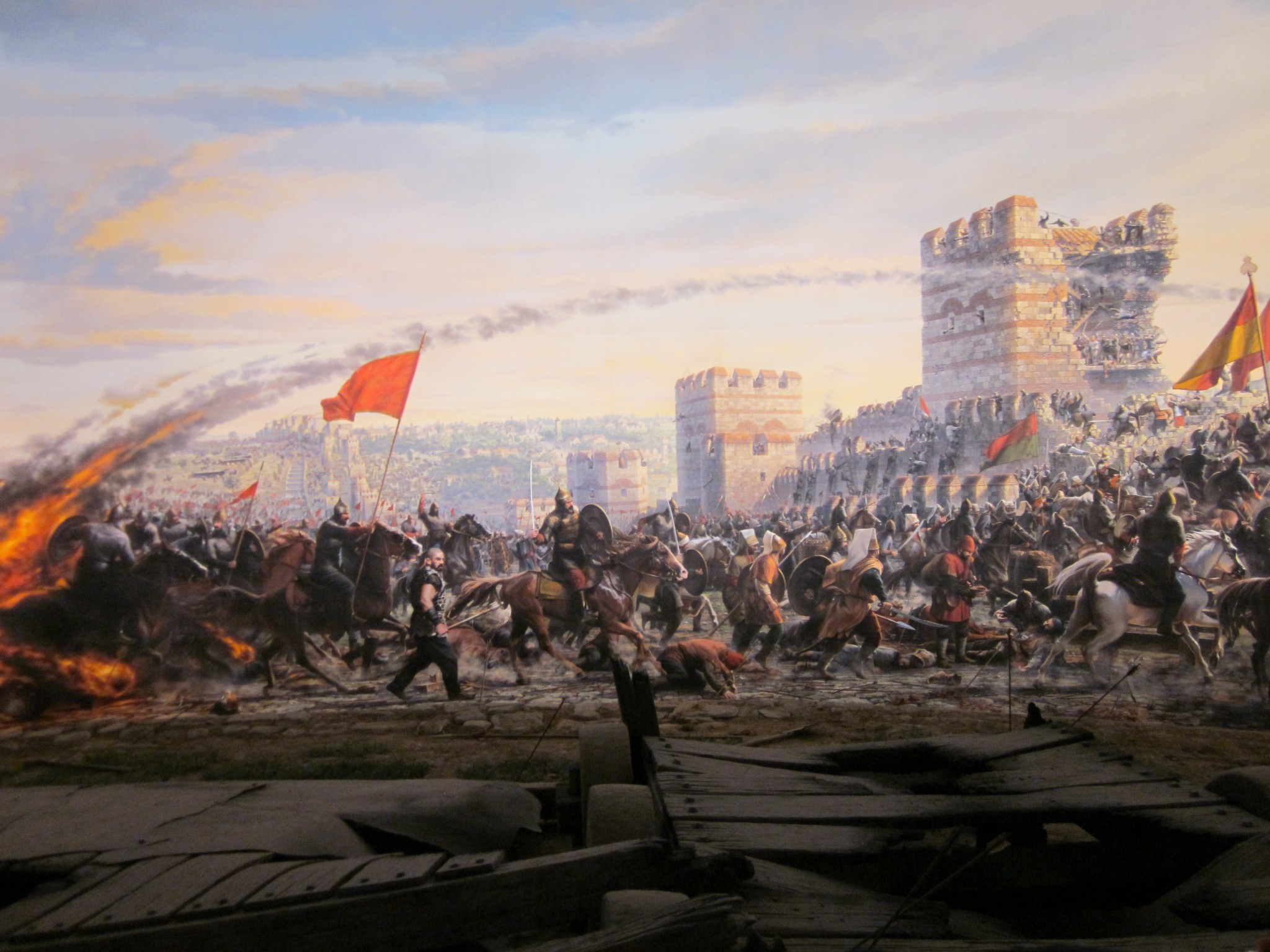
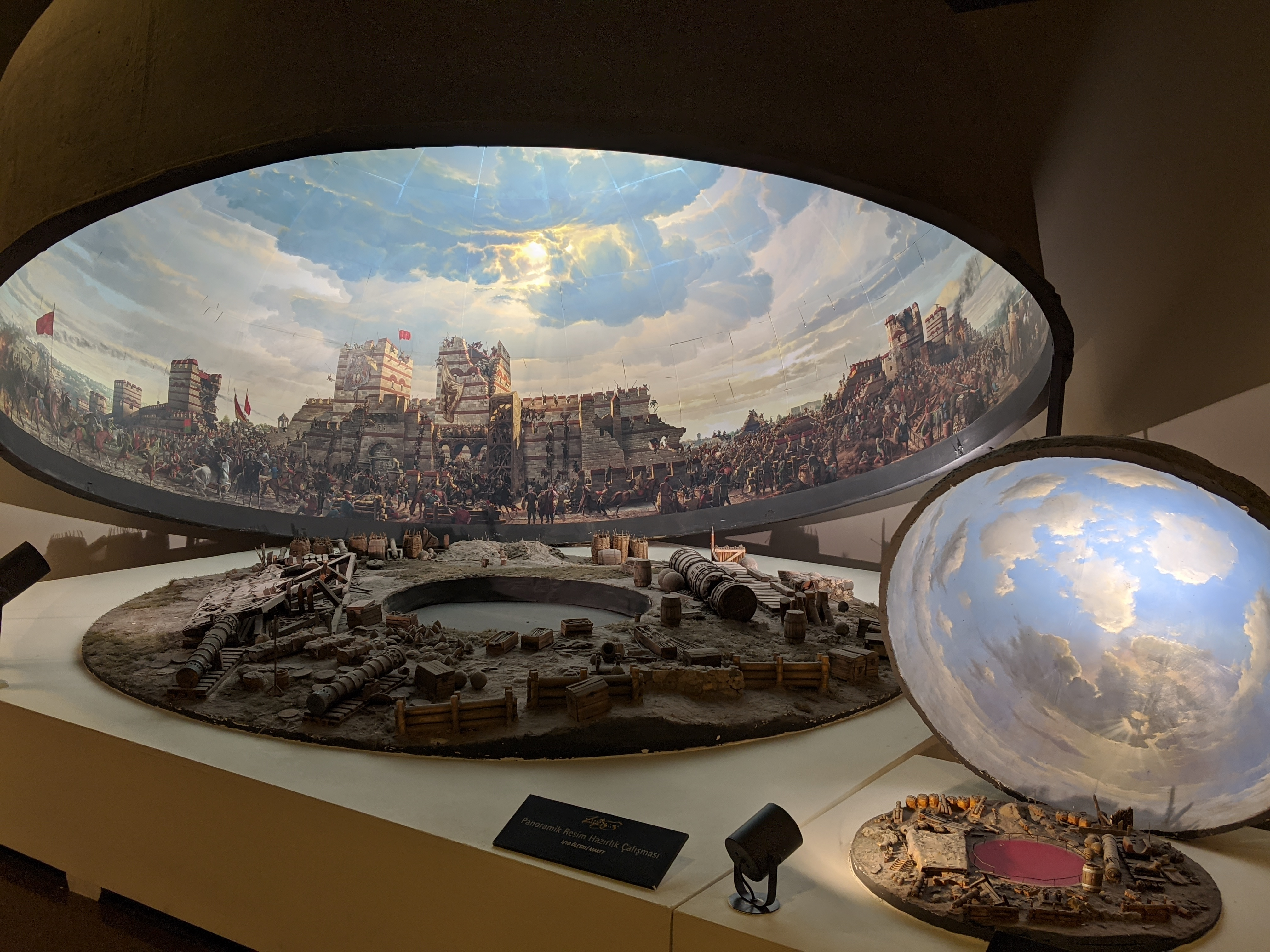
Maquette.